# ريتشي هافنز
ريتشي هافنز (بالإنجليزية: Richie Havens)‏ هو عازف قيثارة وملحن ومغني ومغن مؤلف أمريكي، ولد في 21 يناير 1941 في بروكلين في الولايات المتحدة، وتوفي في 22 أبريل 2013 في جيرسي سيتي في الولايات المتحدة بسبب نوبة قلبية.

## وصلات خارجية
- الموقع الرسمي
- ريتشي هافنز على موقع IMDb (الإنجليزية)
- ريتشي هافنز على موقع ميوزك برينز (الإنجليزية)
- ريتشي هافنز على موقع رولينغ ستون (الإنجليزية)
- ريتشي هافنز على موقع إن إن دي بي (الإنجليزية)
- ريتشي هافنز على موقع أول ميوزيك (الإنجليزية)
- ريتشي هافنز على موقع ديسكوغز (الإنجليزية)
- ريتشي هافنز على موقع قاعدة بيانات الفيلم (الإنجليزية)